# Lijst van nummer 1-hits in de UK Singles Chart in 1962
Deze hits stonden in 1962 op nummer 1 in de UK Singles Chart:
| Datum        | Artiest                         | Titel                                         |
| ------------ | ------------------------------- | --------------------------------------------- |
| 6 januari    | Danny Williams                  | Moon river                                    |
| 13 januari   | Cliff Richard & The Shadows     | The young ones                                |
| 20 januari   | Cliff Richard & The Shadows     | The young ones                                |
| 27 januari   | Cliff Richard & The Shadows     | The young ones                                |
| 3 februari   | Cliff Richard & The Shadows     | The young ones                                |
| 10 februari  | Cliff Richard & The Shadows     | The young ones                                |
| 17 februari  | Cliff Richard & The Shadows     | The young ones                                |
| 24 februari  | Elvis Presley & The Jordanaires | Rock-a-hula baby / Can't help falling in love |
| 3 maart      | Elvis Presley & The Jordanaires | Rock-a-hula baby / Can't help falling in love |
| 10 maart     | Elvis Presley & The Jordanaires | Rock-a-hula baby / Can't help falling in love |
| 17 maart     | Elvis Presley & The Jordanaires | Rock-a-hula baby / Can't help falling in love |
| 24 maart     | The Shadows                     | Wonderful land                                |
| 31 maart     | The Shadows                     | Wonderful land                                |
| 7 april      | The Shadows                     | Wonderful land                                |
| 14 april     | The Shadows                     | Wonderful land                                |
| 21 april     | The Shadows                     | Wonderful land                                |
| 28 april     | The Shadows                     | Wonderful land                                |
| 5 mei        | The Shadows                     | Wonderful land                                |
| 12 mei       | The Shadows                     | Wonderful land                                |
| 19 mei       | B. Bumble & the Stingers        | Nut rocker                                    |
| 26 mei       | Elvis Presley & The Jordanaires | Good Luck Charm                               |
| 2 juni       | Elvis Presley & The Jordanaires | Good luck charm                               |
| 9 juni       | Elvis Presley & The Jordanaires | Good luck charm                               |
| 16 juni      | Elvis Presley & The Jordanaires | Good luck charm                               |
| 23 juni      | Elvis Presley & The Jordanaires | Good luck charm                               |
| 30 juni      | Mike Sarne & Wendy Richard      | Come outside                                  |
| 7 juli       | Mike Sarne & Wendy Richard      | Come outside                                  |
| 14 juli      | Ray Charles                     | I can't stop loving you                       |
| 21 juli      | Ray Charles                     | I can't stop loving you                       |
| 28 juli      | Frank Ifield                    | I remember you                                |
| 4 augustus   | Frank Ifield                    | I remember you                                |
| 11 augustus  | Frank Ifield                    | I remember you                                |
| 18 augustus  | Frank Ifield                    | I remember you                                |
| 25 augustus  | Frank Ifield                    | I remember you                                |
| 1 september  | Frank Ifield                    | I remember you                                |
| 8 september  | Frank Ifield                    | I remember you                                |
| 15 september | Elvis Presley & The Jordanaires | She's not you                                 |
| 22 september | Elvis Presley & The Jordanaires | She's not you                                 |
| 29 september | Elvis Presley & The Jordanaires | She's not you                                 |
| 6 oktober    | The Tornados                    | Telstar                                       |
| 13 oktober   | The Tornados                    | Telstar                                       |
| 20 oktober   | The Tornados                    | Telstar                                       |
| 27 oktober   | The Tornados                    | Telstar                                       |
| 3 november   | The Tornados                    | Telstar                                       |
| 10 november  | Frank Ifield                    | Lovesick blues                                |
| 17 november  | Frank Ifield                    | Lovesick blues                                |
| 24 november  | Frank Ifield                    | Lovesick blues                                |
| 1 december   | Frank Ifield                    | Lovesick blues                                |
| 8 december   | Frank Ifield                    | Lovesick blues                                |
| 15 december  | Elvis Presley & The Jordanaires | Return to sender                              |
| 22 december  | Elvis Presley & The Jordanaires | Return to sender                              |
| 29 december  | Elvis Presley & The Jordanaires | Return to sender                              |

1952 ·
1953 ·
1954 ·
1955 ·
1956 ·
1957 ·
1958 ·
1959 ·
1960 ·
1961 ·
1962 ·
1963 ·
1964 ·
1965 ·
1966 ·
1967 ·
1968 ·
1969 ·
1970 ·
1971 ·
1972 ·
1973 ·
1974 ·
1975 ·
1976 ·
1977 ·
1978 ·
1979 ·
1980 ·
1981 ·
1982 ·
1983 ·
1984 ·
1985 ·
1986 ·
1987 ·
1988 ·
1989 ·
1990 ·
1991 ·
1992 ·
1993 ·
1994 ·
1995 ·
1996 ·
1997 ·
1998 ·
1999 ·
2000 ·
2001 ·
2002 ·
2003 ·
2004 ·
2005 ·
2006 ·
2007 ·
2008 ·
2009 ·
2010 ·
2011 ·
2012 ·
2013 ·
2014 ·
2015 ·
2016 ·
2017 ·
2018 ·
2019 ·
2020 ·
2021
- Duitsland
- Noorwegen
- Verenigd Koninkrijk
- Verenigde Staten (Hot 100)